# Кшепоцин-Перший
Кшепоцин-Перший (пол. Krzepocin Pierwszy) — село в Польщі, у гміні Ленчиця Ленчицького повіту Лодзинського воєводства.
Населення — 207 осіб (2011).
У 1975-1998 роках село належало до Плоцького воєводства.

## Демографія
Демографічна структура станом на 31 березня 2011 року:
|          | Загалом | Допрацездатний вік | Працездатний вік | Постпрацездатний вік |
| -------- | ------- | ------------------ | ---------------- | -------------------- |
| Чоловіки | 97      | 20                 | 68               | 9                    |
| Жінки    | 110     | 26                 | 57               | 27                   |
| Разом    | 207     | 46                 | 125              | 36                   |